# Seznam ameriških letalskih asov
Seznam ameriških letalskih asov je krovni seznam.

## Seznami
- seznam ameriških letalskih asov prve svetovne vojne
- seznam ameriških letalskih asov druge svetovne vojne
- seznam ameriških letalskih asov korejske vojne
- seznam ameriških letalskih asov vietnamske vojne
- poimenski seznam ameriških letalskih asov